# 博科約
12°27′S 14°09′E / 12.450°S 14.150°E
博科約（葡萄牙語：Bocoio），是位於安哥拉西部的城鎮，由本吉拉省負責管轄，處於洛比托東北面約100公里，面積5,612平方公里，2011年人口61,000，人口密度每平方公里11人。